# Susułów
Susułów (ukr. Сусолів) – wieś na Ukrainie w rejonie samborskim obwodu lwowskiego, nad Dniestrem.

## Historia
Pod koniec XIX w. wieś w powiecie rudeckim.
W II Rzeczypospolitej wieś należała do powiatu rudeckiego w województwie lwowskim. Wieś liczyła 989 mieszkańców, w większości Polaków.
W czerwcu 1944 r. nacjonaliści ukraińscy z OUN – UPA zamordowali tutaj 25 Polaków, grabiąc polskie zagrody i paląc część z nich.